# ブレイクスルー・トライアル
『ブレイクスルー・トライアル』は、伊園旬による日本の推理小説。ブレイクスルー・トライアルシリーズの第1長編。
第5回『このミステリーがすごい!』大賞大賞を受賞する（受賞時タイトルは「トライアル&エラー」）。単行本は、2007年1月26日に宝島社より刊行された。文庫版は、2009年3月19日に宝島社文庫より刊行された。装丁は単行本・文庫版ともに松崎理による。装画は単行本・文庫版ともに松尾たいこが手がけている。
書評家の大森望は、「金庫破りサスペンスの現代版としてよくできていて、映画『スコア』や『ミニミニ大作戦』のような楽しさに満ちている。しかし、書き方が律儀すぎる」と評している。ミステリー評論家の茶木則雄は、「セキュリティ技術の数々は非常に魅力的であり、アイデアも豊富で飽きさせない。センスある文体も、光り輝いている」と評している。

## あらすじ
門脇は、9月の初めに丹羽から、ある競技イベントへの参加を持ちかけられ、しばらくの後、イベントに参加することを決意する。そのイベントは〈ブレイクスルー・トライアル〉と呼ばれるもので、情報セキュリティ関連企業であるセキュア・ミレニアム株式会社の研究実験施設〈セキュア・ミレニアム研究所上川実験場〉の建物に、最新鋭の情報セキュリティを改めて施し、一般から公募されたチームに侵入を試みさせ、見事に突破して建物内部にある所定のマーカーを入手し、制限時間の12時間以内に脱出に成功した者に1億円という高額の賞金が授与されるというものであった。丹羽は、この競技イベントに便乗して、その建物から遠屋敷の不正の証拠を記した文書を持ち帰りたいのだといい、その文書を入手した後も警察などには明かさないという。門脇は、遠屋敷が不正をしているのであれば、それは自分が今の会社を辞めて新しい生活をスタートさせるためのきっかけとなる、と考える。
門脇と丹羽は、鴨居から〈ブレイクスルー・トライアル〉のルールに関する説明を受け、マーカーをいったん入手したとしても、警備側や他のチームから奪取される可能性があることがわかる。セキュア・ミレニアム株式会社の元社員である中井が、後方での技術支援という形で門脇のチームのメンバーに入ることになる。丹羽はセキュア・ミレニアム株式会社の人事部に侵入し、遠屋敷の生体認証データを入手する。丹羽は娘の茅乃を遠屋敷によって連れ去られてしまったため、茅乃に会う権利を取り戻すために遠屋敷の不正の証拠を入手しようとしているらしいことがわかる。
いよいよ10月末になり、〈ブレイクスルー・トライアル〉が始まる。中井は遠屋敷の静脈パターンを仕込んだ人工掌を作ってきていた。門脇と丹羽は、栗鼠を使って何匹もの番犬を回避したり、人工掌を使って精緻なバイオメトリクス認証システムを突破したりしながら建物内部へと侵入していく。一方、破風崎は宝石が研究所にあると考え、侵入して宝石を回収するために〈ブレイクスルー・トライアル〉に参加する。破風崎たちは、拳銃弾やロケットランチャーなどの火器を用いてエントランスのドアロックを解除しようとする。そんな中、門脇と丹羽の前に、セキュア・ミレニアム株式会社の新製品である直立自走型警備ロボットが現れる。門脇たちは、ロープなどを使って上方へ逃げることでロボットの追跡をかわす。やがて門脇は、自分が二階堂側の人間であることを丹羽に打ち明ける。その後、門脇はマーカーのある4階に到着し、待ち伏せていた男の襲撃をかわし、405研究室に入ってマーカーを見つけ、認証を済ませた後、マーカーを手に入れる。その後、門脇と丹羽は5階に向かう。5階の北側の扉を開けるため、門脇は部屋の中で火災を起こして警備ロボットを呼び出し、部屋を開錠させる。そんな中、大きな振動が門脇たちを襲う。そして、門脇はこの研究所が可動式のシェルターになっているのではないか、ということに気づく。やがて門脇と丹羽は遠屋敷の不正の証拠も入手する。

## 登場人物
門脇雄介（かどわき ゆうすけ）
セキュア・ミレニアム株式会社総務部員。建造物や私有地への侵入と脱出、逃走に興味がある。推理小説好き。
丹羽史朗（にわ しろう）
門脇の学生時代の親友。
中井馨（なかい かおる）
元セキュア・ミレニアム株式会社総務部員。
加島縁（かしま ゆかり）
元セキュア・ミレニアム株式会社人事部員。
堀内亜弓（ほりうち あゆみ）
セキュア・ミレニアム株式会社人事部員。
破風崎仁（はふざき じん）
宝石強奪犯リーダー。
棟安甚市（むねやす じんいち）
破風崎の仲間。
瓦柴透（かしば とおる）
破風崎の仲間。
簾並真（すなみ まこと）
展示会場へのガイド。
メタルフレーム眼鏡の男
ワタナベ製作所社員。
セルフレーム眼鏡の男
ワタナベ製作所社員。
縁なし眼鏡の男
ワタナベ製作所社員。
草壁修造（くさかべ しゅうぞう）
研究所管理人。
草壁梓（くさかべ あずさ）
草壁の娘。
梁本剛（はりもと つよし）
梓の恋人。
遠屋敷一眞（とおやしき かずま）
ネクスト・ミレニアム・グループ会長。
二階堂勝利（にかいどう かつとし）
システムトライアンフ社長。
佐倉田要（さくらだ かなめ）
二階堂の秘書。
鴨居郡司（かもい ぐんじ）
新聞記者。〈ブレイクスルー・トライアル〉立会人。
框清十郎（かまち せいじゅうろう）
弁護士。〈ブレイクスルー・トライアル〉立会人。
美咲（みさき）
アルバイトの女子学生。
樋村綾乃（ひむら あやの）
丹羽の元恋人。
樋村茅乃（ひむら かやの）
丹羽と綾乃の娘。

## 用語
セキュア・ミレニアム研究所上川実験場
北海道上川郡美瑛町にある研究実験施設。〈ブレイクスルー・トライアル〉の舞台となった。